# 凱爾特伊比利亞人

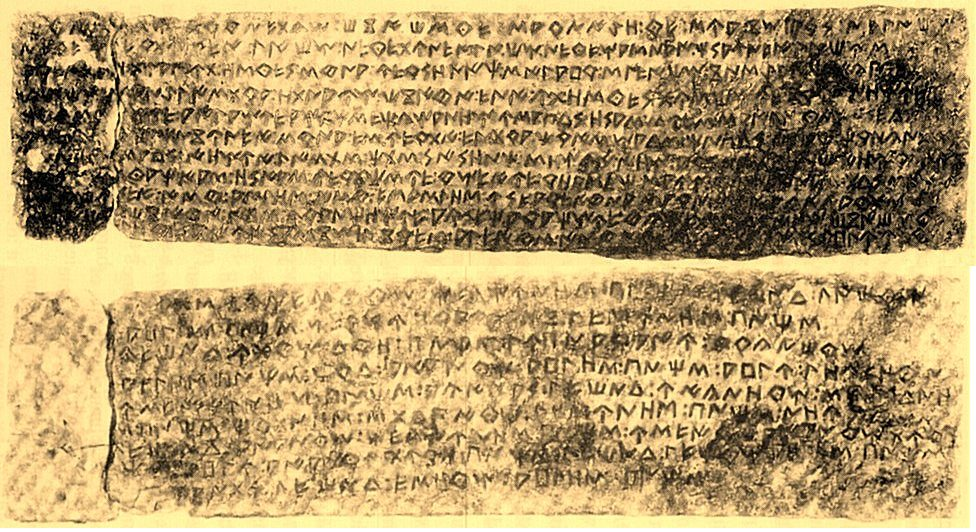
柏托利塔青銅板 (雙面)

凱爾特伊比利亞人居住在古羅馬帝國時期的伊比利亞半島，使用一種凱爾特語族的語言，主要住在現今中部西班牙北邊一帶的地區。

## 歷史
凱爾特伊比利亞人在第二次布匿戰爭期間曾（可能非出於自願）成為迦太基人的盟友對抗羅馬人，在名將漢尼拔的指揮下穿越了阿爾卑斯山，對這段期間的歷史有重大的影響。由於之後迦太基的敗亡，凱爾特伊比利亞人於前195年屈從於羅馬人；雖然羅馬平民領袖提比略·格拉古在西元前182年到前179年之間，曾花了數年的時間試著綏撫凱爾特伊比利亞人（依羅馬人的記述），然而半自治狀態的部落之間的衝突仍持續發生。在努曼廷戰爭（西元前154年 - 西元前133年）之後，羅馬文化的影響漸增，此時也是最早柏托利塔青銅板開始刻寫的時間，之後的銘文就大部分都是以拉丁文書寫。西元前79到西元前72年之間對塞多留的戰爭，象徵著凱爾特伊比利亞人的城鎮對於羅馬統治最後的正式反抗，之後他們的文化就被羅馬文化隱沒了。

## 外部連結
- Celtiberia.net, in spanish（页面存档备份，存于）
- Celt-Iberians
- Ancient Spanish Armies
- Jesus Rodriquez Ramos, Iberian Epigraphy website sets the Celtiberian language in historical and context understandable to the average reader.
- Botorrita 1 transcription